# Maria Landini
Maria "Mariuccia" Landini, död 1722, var en italiensk operasångare (sopran). 
Hon engagerades som barn hos drottning Kristina i Rom. Drottning Kristina grundade Roms första offentliga teaterhus, operahus och konserthus, Teatro Tordinona, som invigdes i januari 1671 med operan  Scipione Affricano av Francesco Cavalli, där två kvinnor uppträdde: Antonia Coresi i rollerna som Scipione och Medea och Angelica Quadrelli som Sofonisba och Isifile. Föreställningen blev en sensation, eftersom kvinnor formellt sett inte fick uppträda på scen i påvestaten. Teatern stängdes 1686, men kvinnor fortsatte att uppträda privat hos Kristina, bland vilka Landini blev en av de mest omtalade. Hon var mellan 1711 och 1722 engagerad vid det kejserliga hovet i Wien, där hon uppträdde i en rad omtalade roller och blev hovteaterns stora primadonna under sin tid, och uppträdde i stycken av Fux, Caldara och sin make Francesco Bartolomeo Conti.